# Kanton Valence-1
Der Kanton Valence-1 ist seit 1973 ein französischer Wahlkreis im Arrondissement Valence, im Département Drôme und in der Region Auvergne-Rhône-Alpes; sein Hauptort ist Valence.
Der Kanton Valence-1 bestand vor 2015 nur aus einem Teil der Stadt Valence und hatte 17.803 Einwohner (2006).

## Gemeinden
Der Kanton besteht aus drei Gemeinden und Gemeindeteilen mit insgesamt 31.523 Einwohnern (Stand: 2022) auf einer Gesamtfläche von 43,93 km²:
| Gemeinde                 | Einwohner 1. Januar 2022 | Fläche km² | Dichte Einw./km² | Code INSEE | Postleitzahl |
| ------------------------ | ------------------------ | ---------- | ---------------- | ---------- | ------------ |
| Bourg-lès-Valence        | 19.872                   | 20,30      | 979              | 26058      | 26500        |
| Saint-Marcel-lès-Valence | 6.214                    | 15,05      | 413              | 26313      | 26320        |
| Valence                  | 5.437                    | 8,58       | 634              | 26362      | 26000        |
| Kanton Valence-1         | 31.523                   | 43,93      | 718              | 2615       | –            |

1. ↑   Nur der nördliche Teil der Gemeinde, der Rest verteilt sich auf die Kantone Valence-2, Valence-3 und Valence-4.